# Periope aethiops
Periope aethiops là một loài tò vò trong họ Ichneumonidae.